# Gare de Bellenaves
Gare de Bellenaves – stacja kolejowa w Bellenaves, w departamencie Allier, w regionie Owernia-Rodan-Alpy, we Francji. Jest zarządzany przez SNCF (budynek dworca) i przez RFF (infrastruktura).
Stacja jest obsługiwany przez pociągi TER Auvergne.

## Położenie
Znajduje się na linii Commentry – Gannat, w km 375,567, pomiędzy stacjami Louroux-de-Bouble i Saint-Bonnet-de-Rochefort, na wysokości 395 m n.p.m.

## Linie kolejowe
- Commentry – Gannat